# Митева-Коралова, Иванка
Иванка Митева-Коралова (29 января 1911, Враца — 17 декабря 2013, София, Болгария) — болгарская оперная певица, сопрано, солистка Софийской оперы, выдающаяся исполнительница партии Чио-чио-сан. Долгожительница.

## Творческая биография
В возрасте 16-17 лет приехала в Софию и после прослушивания училась у ведущих столичных певцов Ивана Вульпе и Христины Морфовой. Митева пела в Софийской опере с 1936 года. Уже в 25-летнем возрасте молодая певица пользовалась огромным успехом. Композитор Любомир Пипков очень ценил певицу и написал специально для неё роль крестьянской девушки в опере «Девять братьев Яны». Газеты предсказывали ей великую оперную карьеру, она обладала яркой внешностью и прекрасным голосом, который был особенно хорош в среднем регистре. В её репертуаре были «Вольный стрелок», «Ирис», «Свадьба Фигаро», «Миньон», «Лакме». Партнерами Митевой были известный бас Димитр Кожухаров и режиссёр Михаил Хаджимишев.
В 1940 году Митева получила стипендию Гумбольдта и стажировалась в Берлине. Певица была благосклонно встречена немецкой критикой, после выступлений в Берлине получила приглашение от Цюрихской оперы, но отклонила его и предпочла вернуться в Болгарию.
Л. Пипков считал Митеву блестящей исполнительницей партии Чио-чио-сан («Мадам Баттерфляй» Дж. Пуччини). В этой роли она получила мировую известность, исполняла её в течение почти всей вокальной карьеры, Иванка Митева в роли Чио-чио-сан открывала первый сезон Софийской оперы после возвращения театра из эвакуации в 1945 году. За 20 лет она выходила на сцену в этой партии более 50 раз. Сценическая карьера певицы продолжалась 25 лет.

## Семья
На вершине карьеры 33-летняя оперная дива познакомилась с известным писателем Эмилем Кораловым. Первая жена Коралова умерла, оставив ему троих детей, младшему из которых едва исполнился год. Иванка Митева вырастила троих сыновей Коралова и их общую дочь. 41 год совместной семейной жизни певица называет вершиной своего творчества.

## 100-летний юбилей
Иванка Митева — самая долгоживущая исполнительница в болгарской опере.
30 января 2011 Болгарская национальная опера отметила столетний юбилей певицы представлением оперы Оффенбаха «Сказки Гофмана». Митева-Коралова присутствовала на своем бенефисе.
Иванка Митева-Коралова умерла дома, в 102-летнем возрасте.